# Severino Vasconcelos
Severino Vasconcelos Barbosa (Olinda, 14 settembre 1953) è un ex calciatore brasiliano, di ruolo centrocampista.

## Caratteristiche tecniche
È un ex Centrocampista.

## Carriera
In carriera ha totalizzato complessivamente 27 presenze e 12 reti in Coppa Libertadores.